# Oak Forest (Illinois)
Oak Forest est une ville située dans le comté de Cook en proche banlieue de Chicago dans l'État de l'Illinois aux États-Unis.